# Monmouth (Wales)
Monmouth (walesiül: Trefynwy) kisváros Wales délkeleti részén, egyben Monmouthshire megyeszékhelye. A város a Monnow és a Wye folyók összefolyásánál, nagyjából 3 kilométerre az angliai határtól helyezkedik el. A város Cardifftól 48 kilométerre északkeletre és Londontól 182 kilométerre nyugatra található. Történelmi emlékekben igen gazdag város. Várában született V. Henrik angol király, míg a határában álló The Hendre udvarházban látta meg a napvilágot Charles Stewart Rolls, a repülőzés és az autózás úttörője, valamint a Rolls-Royce autógyártó cég egyik alapítója. Nelson admirális 1802-ben járt a városban, ennek emlékeit a Nelson Múzeum őrzi. Számos középkori épülete közül kiemelkedik a Shire Hall (megyeháza) valamint a Monnow híd, amely egyben jelképe is. A híd nyugati végében álló 13. századi keskeny kaput tartják Britannia legrégibb erődített hídfőjének.

## Nevének eredete
A Monmouth név az angol Monnow-mouth szóösszetétel rövidítéséből alakult, aminek jelentése a Monnow torkolata, hiszen itt torkollik bele a Monnow folyó a Wye folyóba. Neve walesi nyelven Mynwy, ami eredetileg valószínűleg gyors folyásút jelentett. Ennek anglicizált változatából született meg a Monnow folyó neve. Walesiül eredetileg Abermynwy néven volt ismert (magyarul: a Monnow torkolata), majd később, a 17. században Trefynwy-re változott (magyarul: Monnow városa).

## Fekvése
Monmouth a Wye és a Monnow folyók összefolyásánál fekszik. Geológiai szempontból a vidéket a devoni régi vöröshomokkő (angolul: Old Red Sandstone) rétegek határozzák meg. A várostól délre a Wye folyó egy szurdokvölgyet vágott a homokkő rétegekbe és a rájuk telepedett karbon kori mészkőrétegekbe. A várost erdőkkel borított dombvidék veszi körül: a Buckholt Wood 230 méter magas, a Kymin 260 méter, a The Graig pedig 258 méter. A dombvidék nyugat felé lankásodik. Maga a városközpont a Wye és Monnow közötti kis alluviális síkságon fekszik, emiatt gyakran volt árvíz áldozata. A város központjától északra és délre fekvő folyóparti rétek (Vauxhall Fields illetve Chippenham Park) nagyjából megmaradtak természetes formájukban, nem építették be őket.
Éghajlati szempontból nézve Monmouth a Severn torkolata felől érkező óceáni és a hidegebb, szárazabb közép-angliai hatások találkozásánál fekszik. A legközelebbi meteorológiai állomás Ross-on-Wyeban fekszik. Az itt mért átlagos maximum hőmérséklet 7,3 °C volt januárban és 22 °C júliusban, 1504 napsütéses órával évente és 706 mm átlagos csapadékmennyiséggel.

## Története

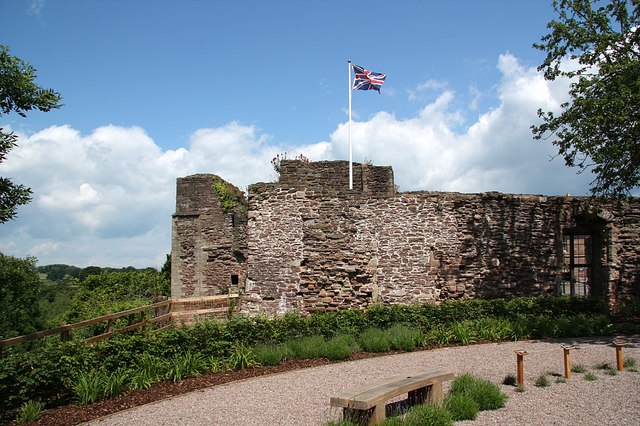
A monmouthi vár

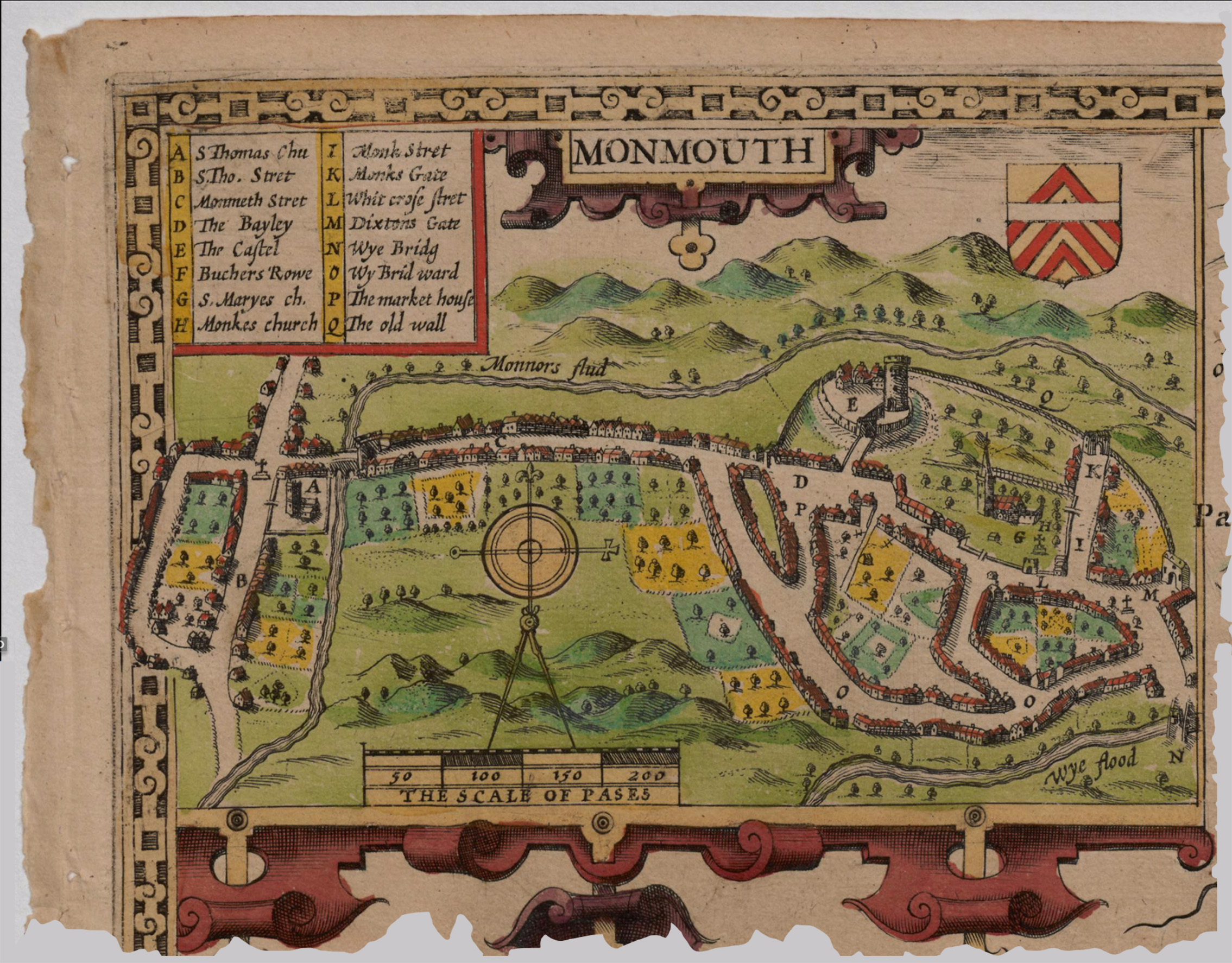
John Speed térképe 1610-ből

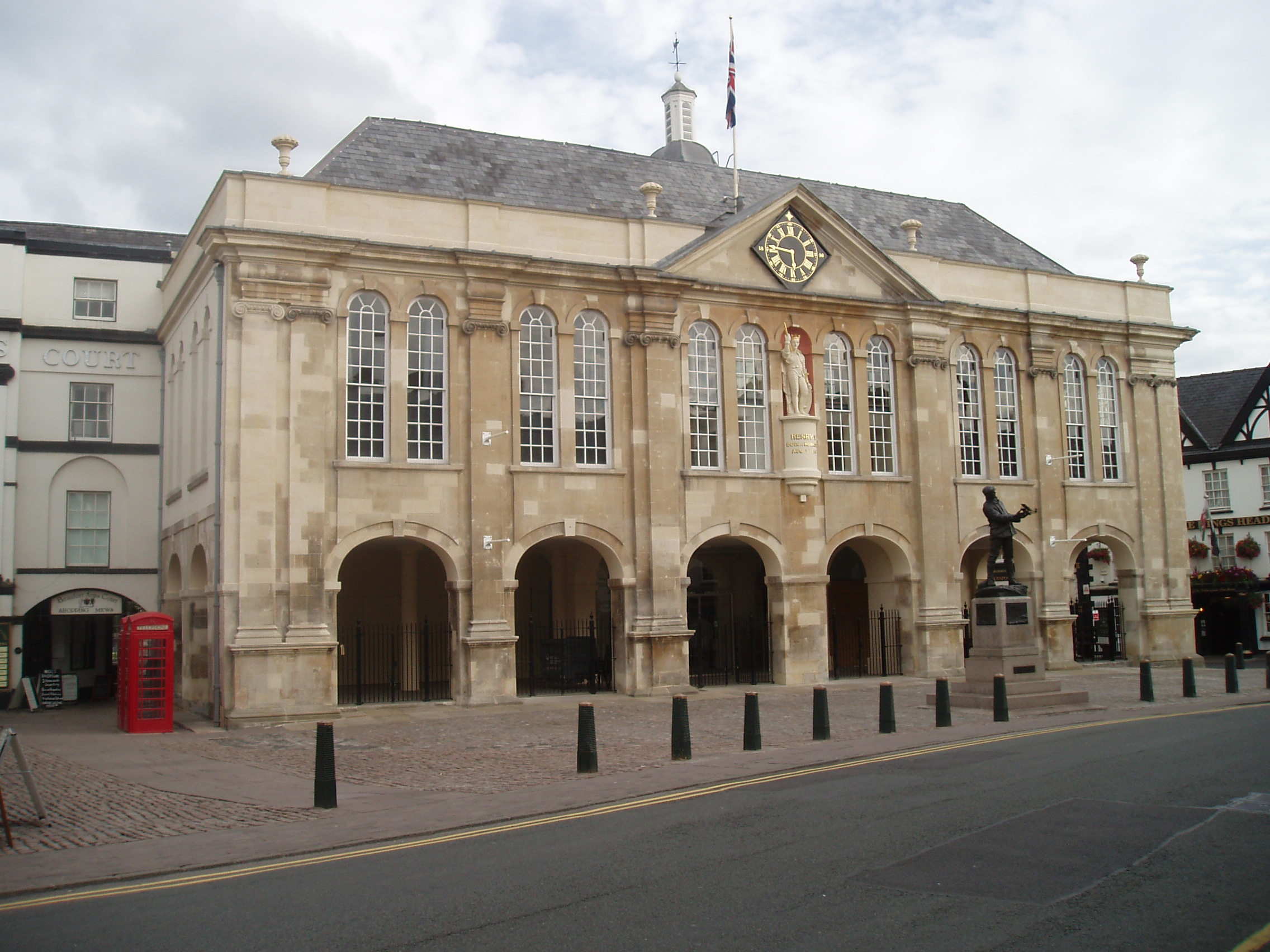
A Shire Hall

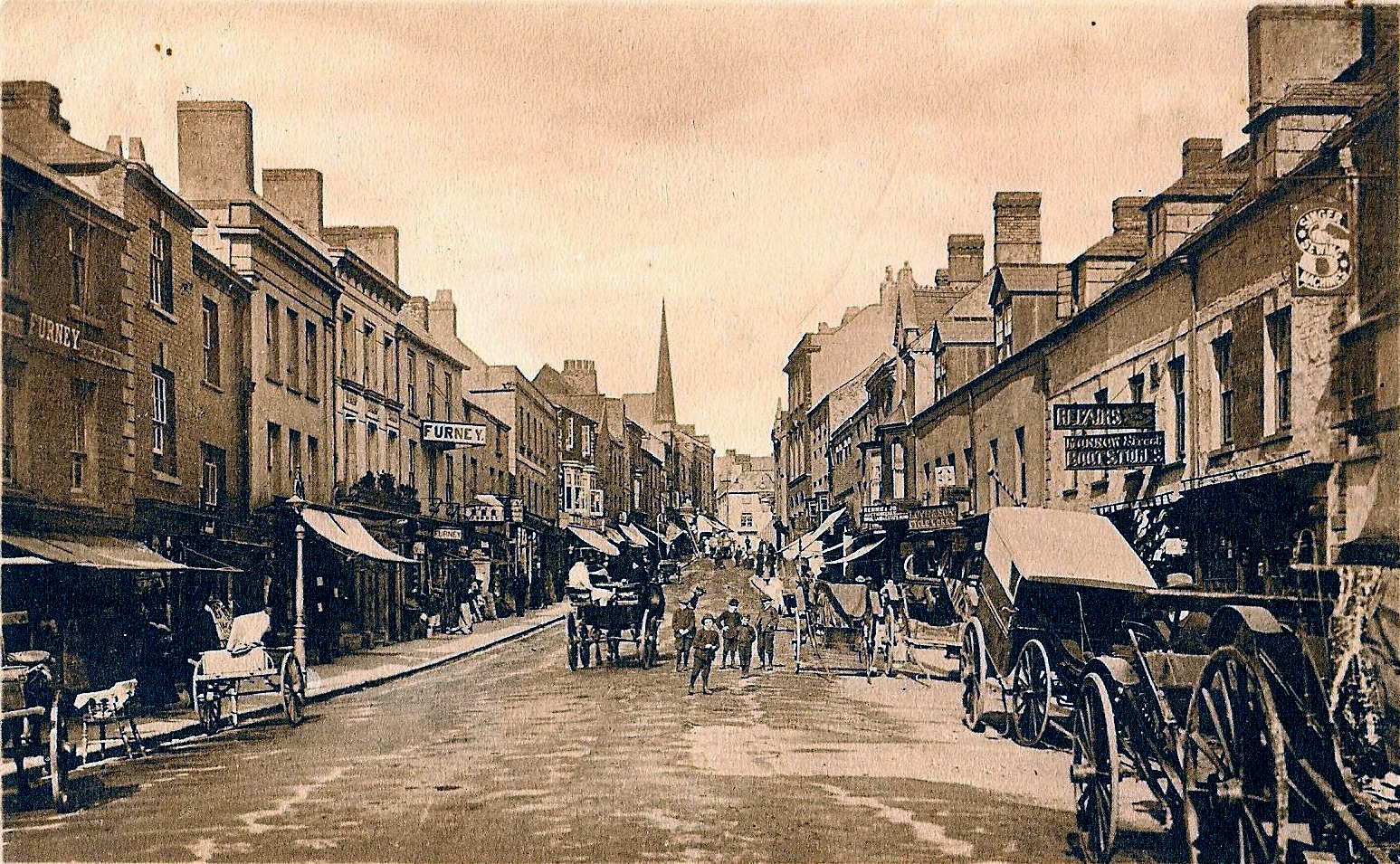
A Monnow Street 1918-ban

A Monmouthi Régészeti Társaság (angolul: Monmouth Archaeological Society) által, a Monnow Street mentén végzett ásatások bőséges információval járultak hozzá a város korai történetének megismeréséhez. Ennek bizonyítéka, hogy a Brit Régészeti Tanács (angolul: Council for British Archaeology) Monmouth városát az első tíz, régészeti szempontból legérdekesebb település közé sorolta.

### Római kor
Ez első település Monmouth területén Blestium volt, amelyik része volt annak az erődhálózatnak, amelyet a rómaiak hoztak létre közvetlenül Britannia leigázása után. Blestiumot út kötötte össze a nagyobb római településekkel, így Glevummal (ma Gloucester) és Isca Augustával (ma Caerleon). A régészek római kori kerámiákat és pénzérméket találtak a mai városközpont területén. A későbbi időszakban, a 2-4. században vasmegmunkáló központ volt, s a helyi vasércre és faszénre alapozva, amit egyébként a szomszédos Gobanniumban (ma Abergavenny) és Ariconiumban (a mai Ross-on-Wye mellett) is felhasználtak.

### Középkor
A rómaiak kivonulása után a vidék a walesi Ergyng Királyság része lett. A település folytonosságát mindössze egy 7. századi templomról szóló feljegyzés igazolja. A walesi szent, Cadoc tiszteletére emelt templom helye nem ismert. 1056-ban a vidéken Gruffydd ap Llywelyn walesi herceg csapatai pusztítottak, aki walesi, angolszász és dán csapataival a 18 mérföldnyire északra fekvő Herefordot kifosztotta és legyőzte Ralph, Hereford grófjának seregeit.
Miután Anglia 1066-ban normann kézre került, Herefordot William Fitzosbern kapta meg, Hódító Vilmos egyik legközelebbi szövetségese, aki feladatul kapta az ország ezen része védelmének megszervezését a walesi betörések ellen. Ekkor épült meg Monmouth vára, a vidék meghatározó jelentőségű védműve. Eleinte egy motte&bailey típusú vár volt, majd a későbbiekben többször is megerősítették és átépítették. A vár körül épült ki a város és 1075-ben Withenoc egy bencés szerzetházat is építtetett. Withenoc lett a város ura, miután Roger, Hereford 2. grófja, William FitzOsbern fia kegyvesztett lett. Valószínűleg ebben a szerzetházban élt egy ideig Geoffrey of Monmouth, a híres Historia Regum Britanniae (magyarul: Britannia királyságának története) szerzője.
A város neve megjelenik a Domesday Bookban is. A mai Monnow Street mentén alakult ki a település, majd a 12. században elindult a Monnowtól nyugatra fekvő városrész, Overmonnow fejlődése is. Korabeli oklevelek tanúsága szerint a város lakossága vassal kereskedett illetve vasmegmunkálással foglalkozott a helyi vasérc és faszén felhasználásával. A kohók termelte salakot összegyűjtötték és házak alapjainak építéséhez használták fel. Ebből az időszakból származik az overmonnowi Cinderhill Street neve is.
Abban a válságos időszakban, amikor III. Henrik angol király szövetségesei csaptak össze a királyi hatalmat lefaragni akaró bárók ellen, a város egy jelentős csata színhelye volt: 1233-ban az úgynevezett monmouthi csatában Richard Marshal, Pembroke grófjának csapatai kiűzték a királypártiakat a városból. 1267-ben Henrik fia, Edmund lett Lancaster hercege és megerősíttette Monmouth várát. 1300 körül megépültek a város falai valamint a Monnow hídja. A ma már csak gyalogosok által használt híd a város jelképe és a nyugati végében álló 13. századi keskeny kaput tartják Britannia legrégibb erődített hídfőjének.
1326-ban rövid ideig a várban raboskodott II. Eduárd angol király, miután felesége Izabella és annak szeretője Roger Mortimer megfosztották trónjától. A 14. század közepén a vár és a város a Lancaster-ház birtokába került Genti János és Plantagenet Blanka házassága révén. János megerősítette a várat, megépíttette a nagy csarnokát és a Lancasterek egyik kedvenc tartózkodási helyévé vált. 1387-ben itt született meg Genti János unokája, akiből később V. Henrik néven angol király lett és akinek nevéhez fűződik az 1415-ös agincourt-i siker. Az emlékezetes csatának állít emléket a város fő tere is (Agincourt Square) valamint a király szobra a Shire Hall előtt.
A 14. századtól kezdődően a város hírnevét öregbítette a gyapjúból készített úgynevezett monmouthi sapka. Mivel azonban határvidéken feküdt, Wales és Anglia határán, jóléte többször is veszélyben forgott, többek között Owain Glyndŵr 1405-ös lázadása idején, amikor a vidéket feldúlták a walesi lázadók. Erős várának köszönhetően Monmouth nem került a walesi lázadók célpontjába, viszont a vidéken történt fosztogatások és pusztítások miatt kereskedelmi élete megroppant.

### Újkor
1536-ban VIII. Henrik angol király bevezette a walesi törvényeket, amelyek révén eltörölte az őrgrófok (angolul: Marcher Lords) hatásköreit, ezáltal egyesítve Anglia és Wales közigazgatását. Egy új grófságot hoztak létre Gloucestershire-től és Herefordshire-től nyugatra Monmouth központtal: Monmouthshiret. A város képviselői helyet kapott az angol parlamentben és ugyanakkor felszámolták szerzetházát. 1605-ben I. Jakab városi oklevelet ajándékozott Monmouthnak, aminek értelmében a város „örök időre a béke és nyugalom városa lesz, a gonoszság és zsarnokság ellenpéldája és a jóság példaképe”. John Speed 1610-ből származó térképéről könnyen leolvasható a mai napig létező utcaszerkezet, amelynek tengelye a híd és a vár között húzódó Monnow Street, amelyik egyben tipikus korabeli vásártér is volt: közepén öblösödő, a két végén összeszűkülő, hogy megakadályozza a vásárra vitt jószágok szabadulását.
William Jones 1614-ben alapította meg Monmouth iskoláját. A vár az angol forradalom idején háromszor cserélt gazdát, s a polgárháború végén meggyengítették, hogy soha többé ne lehessen katonai célokra felhasználni. A város azonban töretlenül fejlődött tovább. 1673-ban a vár udvarán megépült a Great Castle House, amelyik napjainkban is a Royal Monmouthshire Royal Engineers ezred székhelye, amelyik egyben a legrégebbi ezred a brit hadseregben. A Shire Hall (megyeháza) 1724-ben épült fel.
A 18. század végére a város az úgynevezett Wye Tour, azaz Wye-menti körút egyik közkedvelt központja lett. A városból hajókirándulást lehetett tenni a Wye völgyében érintve annak látványosságait, többek között Ross-on-Wye-t, Goodrich várát, a Tintern-apátságot és Chepstow várát. A városban számos költő is megfordult (William Wordsworth, Samuel Coleridge és Robert Southey) valamint William Turner festőművész is.

### A 19-20. század
1802-ben a városban vendégeskedett Nelson admirális, akinek tiszteletére a szomszédos Kymin dombon megépült a Naval Temple nevű emlékmű. Monmouth vidékéről jelentős mennyiségű fát szállítottak a brit haditengerészet hajógyáraiba. 1840-ben a monmouthi Shire Hallban ítélték halálra a három chartista tüntetőt, John Frostot, Zephaniah Williamsset és William Jonest. Ők hárman voltak egyébként az utolsók, akiket halálra ítéltek Nagy-Britanniában. Büntetésüket végül tasmaniai száműzetésre változtatták. 1857 és 1883 között négy vasútvonal érintette a várost: Coleford, Monmouth, Usk és Pontypool vasútvonal; a Ross és Monmouth vasútvonal; a Wye-völgyi vasútvonal, valamint a Coeford vasútvonal. Mind a négyet bezárták 1917 és 1964 között.

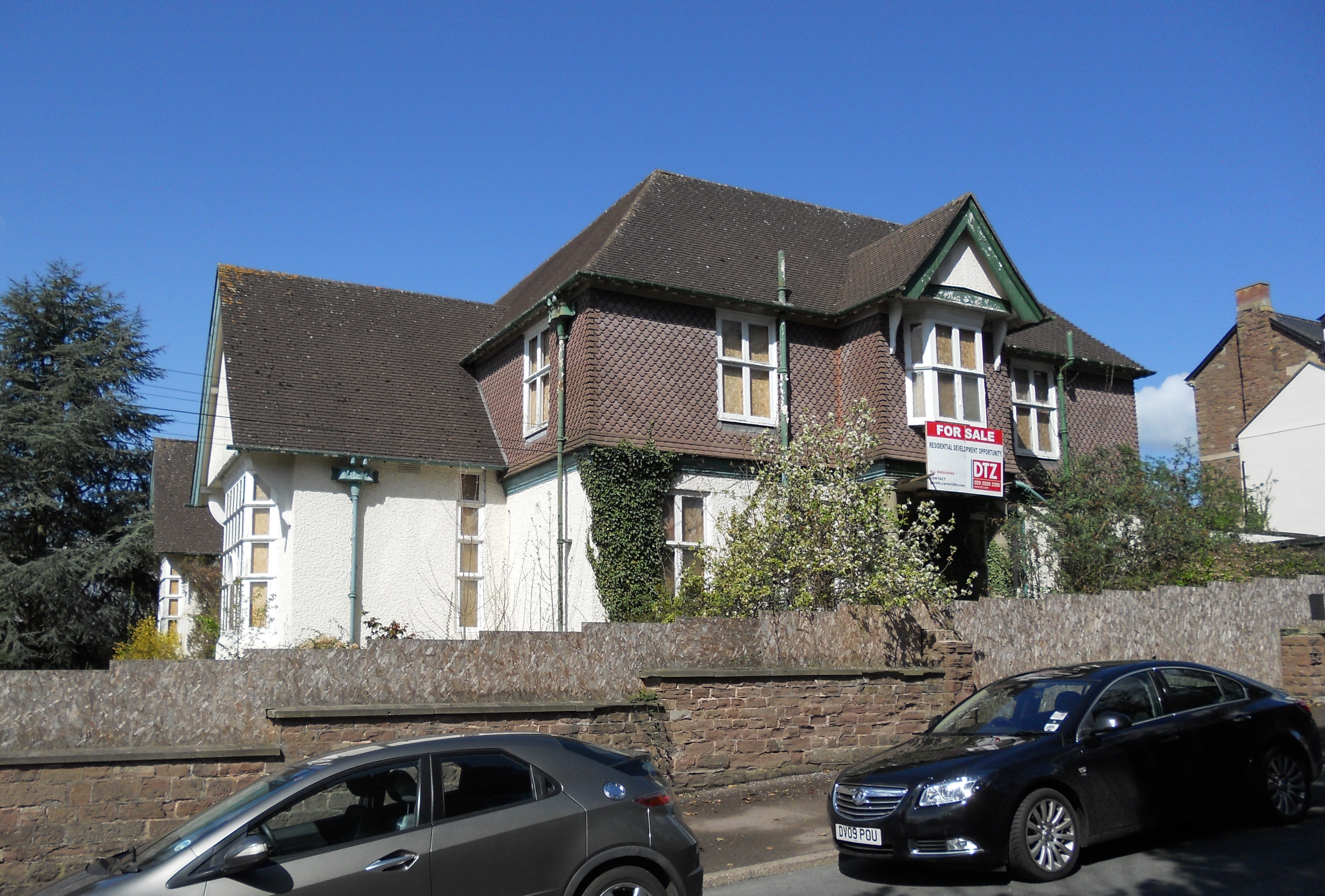
A régi kórház

A 19. század végén és a 20. század elején Monmouthban élt a Rolls család, a The Hendre nevű udvarház építtetője. 1904-ben Charles Rolls részt vett a Rolls-Royce megalapításában. 1910-ben, mindössze 32 évesen egy repülőgép-szerencsétlenségben életét vesztette. Monmouth lakossága egy szobrot emelt tiszteletére a város fő terén, az Agincourt Square-en. A St. Mary’s-templomban az első világháborúban elsüllyesztett HMS Monmouth áldozatainak állítottak emléket. A történelem során hét hadihajót neveztek el a városról. A legutóbbit 1991-ben engedték vízre.
A 20. század nagy részét csendben és nyugalom élte át, főleg miután 1959-ben felszámolták a vasúti személyszállítást. 1966-ban épült meg az A40-es főút, amely révén rácsatlakozott az országos autópálya-hálózatra. A közúti kapcsolatok javulása hozzájárult a város fejlődéséhez és annak gyors terjeszkedéséhez.

## Népessége

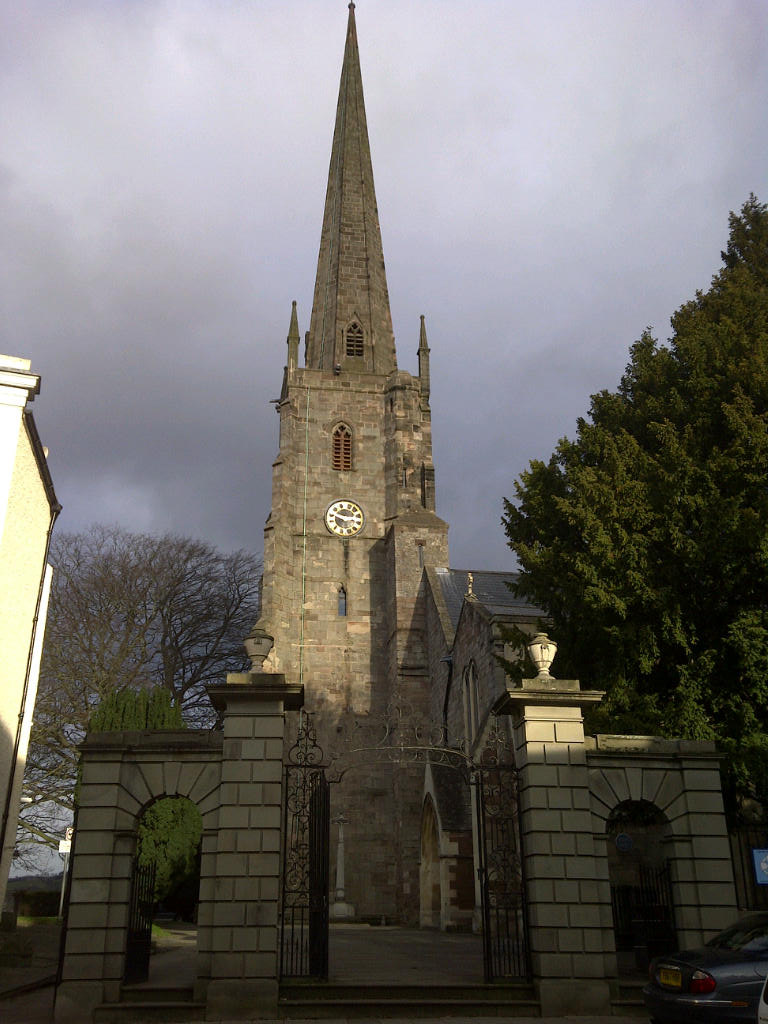
A St. Mary’s-templom

A 2001-es népszámlálási adatok szerint a város lakossága 8877 fő. Az összlakosságból 1760 fő (19,8%) volt 15 évnél fiatalabb; 1227 fő (13,8%) 16 és 29 év között; 1687 (21,1%) 30 és 44 év között; 1849 (20,8%) 45 és 59 év között; 1386 fő (15,6%) 60 és 74 év között és 968 (10,9%) 75 év fölött. A lakosság átlagéletkora 42 év volt, ami magasabb a walesi 39 éves átlagnál. A város lakossága 1961-hez viszonyítva 5504 főről 8877 főre növekett, ami 61%-os növekedést jelent 40 év alatt.

### Vallási élet
A 2001-es népszámlálás adatai szerint a lakosság 74,2%-a keresztény, 16,7% pedig nem vallásos. Kisebbségi vallások az iszlám (0,2%), szikhizmus (0,2%) és buddhizmus (0,2%). A városban több keresztény felekezetnek is van temploma. A Church in Waleshez (Wales egyháza) tartozik a Szűz Mária-templom, amelyben heti rendszerességgel miséznek. A templomot bencés szerzetházként alapították 1075 körül. Miután 1536-ban VIII. Henrik felszámoltatta a szerzetesrendeket romos állapotba került és csak 1737-ben építették újjá. 1882-ben ismét átépítették. A templom tornya a város látképének meghatározó eleme. További anglikán templomok a St, Thomas’ Overmonnowban valamint Mitchel Troy, Wonastow és Buckholt templomai. A monmouthi egyike Wales hat egyházmegyéjének. Központja a newporti St. Woolos-székesegyház. Wyesham és Dixton templomai, habár Wales területén fekszenek a Church of Englandhez tartoznak, a herefordi egyházmegyéhez. A Szűz Mária római katolikus templom 1778-ban épült elsőként Walesben a reformáció után. A templomot a 19. században többször is átalakították. A metodista templom különleges építészeti megoldásairól nevezetes. A baptisták templomát 1818-ban alapították, bár a jelenlegi templom csak 1907-re készült el. Wyeshamben az Üdvösség Hirdetői Egyházának is van temploma.

## Főbb látnivalói

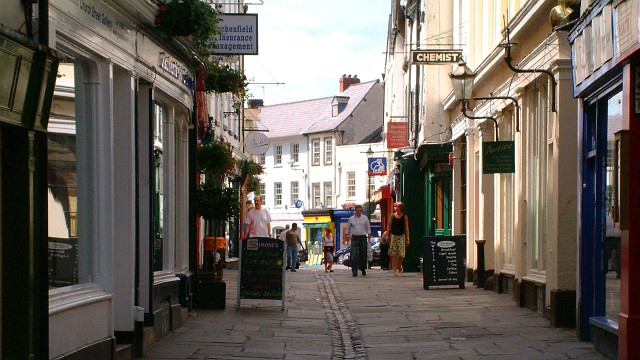
A Church Street látképe a Priory Street és a Monnow Street kereszteződése felé

- Az Agincourt House Monmouth egyik jelentős 17. század eleji favázas épülete.[28]
- A Chapel House György korabeli (1714 - 1837) ház. John Newman szerint „a legjobb ház az egész utcában”.[29] Az épület II. kategóriás brit műemléknek (British Listed Building) számít 1952. június 27. óta.[30]
- A Chippenham Park városi park. Más nevei: Chippenham Fields, Chippenham Mead vagy Chippenham Gate. A parkon belül egy sportpálya is található, az úgynevezett Chippenham Sports Ground. A park a Chippenham Gate és Blestium utcák között terül el.
- A Church Street sétálóutca Monmouth központjában. Üzletek, vendéglők, kereskedelmi galériák szegélyezik, de itt áll a Savoy Theatre is. Az 1830-as évekig, a Priory Street megépítéséig a város fő közlekedési útvonala volt. A város központját köti össze a St Mary’s-templommal. Egykoron a város mészárszékeinek központja volt, ezt tükrözi egykori neve is: Butcher’s Row.
- A Cornwall House (58 Monnow Street) Monmouth egyik műemlék épülete. A 17. században épült, majd több lépésben átépítették. A The Buildings of Wales című monográfia szerint „az utca legimpozánsabb épülete”.[8]
- A Drybridge House 17. századi II* kategóriás monmouthi műemlék épület (British Listed Building).[31]
- Monmouth vára (angolul: Monmouth Castle) a városközpont melletti, a Monnow folyó fölé emelkedő dombon épült ki. Egykoron jelentős szerepe volt az angol-walesi határ védelmében. Itt született V. Henrik angol király. Az angol polgárháborúban jelentős károkat szenvedett, nem erősítették meg újra. 1647-ben részlegesen megomlott, területén épült fel a Great Castle House. A vár I kategóriás műemlék épület (British Listed Building).[32]
- A Monnow híd a városban íveli át az azonos nevű folyót. Az egyetlen nagy-britanniai középkori híd, amelyiknek kapuháza is fennmaradt. Napjainkban gyalogoshíd, és I. kategóriás brit műemléknek (British Listed Building) számít.
- A The Beaufort Arms Hotel 18. század eleji fogadó Monmouthban, bár homlokzatát a korai viktoriánus korszak termékeny építésze, George Vaughan Maddox az 1830-as években átalakította.[28] A homlokzat párkánykoszorúján mai is olvasható neve: „The Beaufort Arms”[33] Az épület II. kategóriás brit műemléknek (British Listed Building) számít 1952. június 27. óta.[34]
- A The Hendre (jelentése régi otthon vagy régi város) Monmouthshire egyetlen nagyméretű viktoriánus kúriája. A neogótikus építmény Llangattock-Vibon-Avel falu területén fekszik, kb. négy mérföldnyire északnyugatra Monmouth városától. A 12. században építették vadászházként. A 19. század során három fázisban a Rolls család bővítette ki. Itt töltötte gyermekkorát Charles Rolls, a Rolls-Royce társalapítója. Az épület II* kategóriás műemlék (British Listed Building).[35] Napjainkban a Rolls of Monmouth golfklub székhelye.
- A Clawdd-du (angolul: Black Dyke, magyarul: Fekete töltés) védelmi szempontokból épült árok és töltés.

## Kultúra és hagyományok

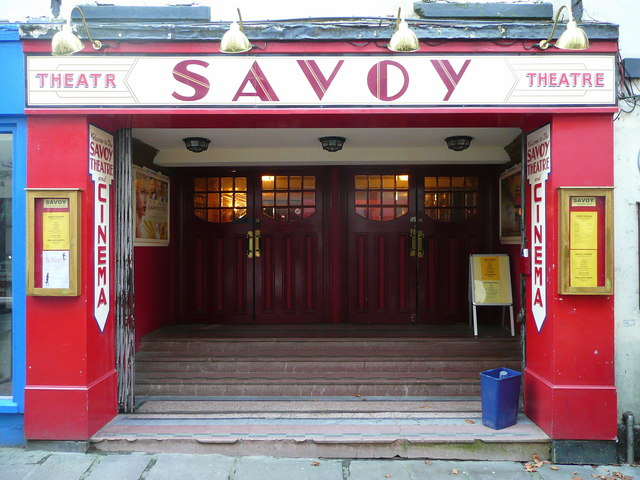
A Savoy Theatre bejárata

Monmouth kis színházáról és mozijáról, a Church Streeten található Savoy Theatre-ről úgy tartják, hogy Wales legrégebbi üzemelő színháza. A város másik színháza, a Blake Theatre 2004-ben nyitotta meg kapuit. További helyi társulatok az Off Centre Theatre Company, a Monmouth Operatic Society, Monmouth Choral Society és a Merlin Society, amelyik országszinten az egyik legnagyobb.
A Monmouthshire Showt (korábban Monmouth Show) minden év augusztusának utolsó csütörtökén rendezik meg 1919 óta, bár története 1857-ig vezethető vissza. Ez előtt, az 1790-es években már működött egy mezőgazdasági egyesület a városban, amely évente szántó versenyeket szervezett. Jelenleg a legnagyobb egynapos mezőgazdasági bemutató Walesben, több mint 350 bemutató sátorral.
A Monmouth Music Festivalt 1982 óta tartják meg éves rendszerességgel. Rendszeresen kerül sor a nők fesztiváljára is (angolul: Monmouth Women’s Festival). Minden év májusában a Wye folyón regattát szerveznek, valamint ugyancsak évente szervezi meg a St. David’s alapítvány a tutajozó versenyt.
A Monmouth Museum (korábban Nelson Museum) a legnagyobb Nelson admirálishoz kötődő múzeum. Lady Llangattock, Charles Rolls édesanyja hagyta a városra. Egyik érdekessége egy 16. századi monmouthi sapka. A Great Castle Houseban egy kis katonai múzeum működik.

## Gazdasága

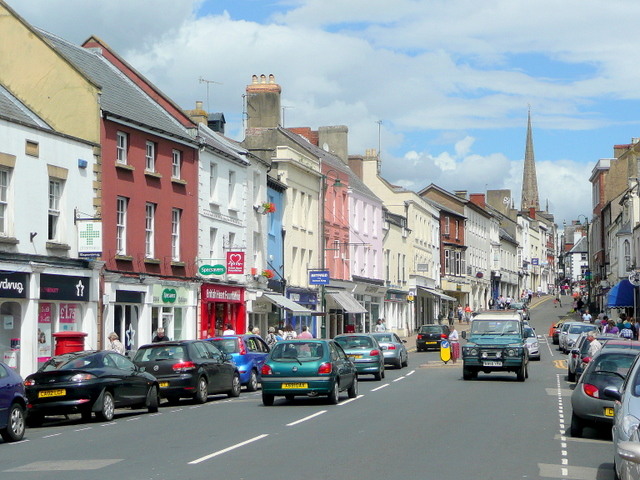
Monnow Street, a város egykori vásártere, ma bevásárlóutcája

Monmouth az évszázadok során elsősorban vásárváros és mezőgazdasági központ volt. A gyapjúfeldolgozás is jelentőssé vált az iparág kialakulásával, s a város a 15. századtól kezdődően a rendkívül népszerű monmouthi sapkák gyártóközpontja lett. Történelmileg jelentős volt a vasmegmunkálás és az ónlemez gyártás, valamint a papírgyártás és a kukoricamalmok. Egykoron fontos folyami kikötő volt. Mólóit az A40-es terelőút építésekor bontották el.
A város gazdasági életét napjainkban a szolgáltatások és a turizmus határozzák meg. A jó közúti kapcsolatai révén a lakosság egy része Dél-Wales, Közép-Anglia és Bristol irányába ingázik. A Monmuthi és Körzeti Kereskedelmi Kamara képviseli a város vállalkozásait és támogatja fejlődésüket.
A 2001-es népszámlálási adato szerint Monmouth lakosságának 19,5%-a dolgozott a kereskedelemben, 11,8%-a az oktatásban és 10,8%-a különböző ingatlan szolgáltatásokban. A lakosság 16,5%-a dolgozott a kézművesipar és 4,3%-a a helyi adminisztrációban.

### Közlekedés
A várost az A40-es főút köti össze az M4-es autópályával a dél-walesi Newport mellett, valamint az M50-essel Ross-on-Wye mellett. Ez utóbbi Worcester mellett csatlakozik az M5-s autópályához, amely révén kapcsolata van Közép-Anglia nyugati részeivel. Az A40-es főút 1966-ig a városközponton keresztül haladt. A várostól délre alagúton át halad a Gibraltar Hill alatt, a várostól északkeletre pedig a Wye völgyét követi. A várost az A466-os út köti össze déli irányban Chepstowval, északi irányban pedig Hereforddal. Rendszeres buszjáratok kötik össze Hereforddal, Ross-on-Wyeval, Coleforddal, Chepstowval, Newporttal és Abergavennyvel. A legközelebbi repülőterek Bristolban (41 mérföld) és Cardiffban (49 mérföld) találhatók. 1964 óta nincs vasúti közlekedése. Monmouth vasútállomása (Monmouth Troy) bezárása után évekig szénelosztó központként és teherautók bázisaként működött. Az épületet később elbontották és Winchcombe-ban építették újjá a Gloucestershire Warwickshire vasútvonal mentén. A városközponthoz közelebbi állomás, a Monmouth May Hill még évekig működött mint a monmouthi fakitermelő és gázgyár tulajdona.

## Sport és szabadidő

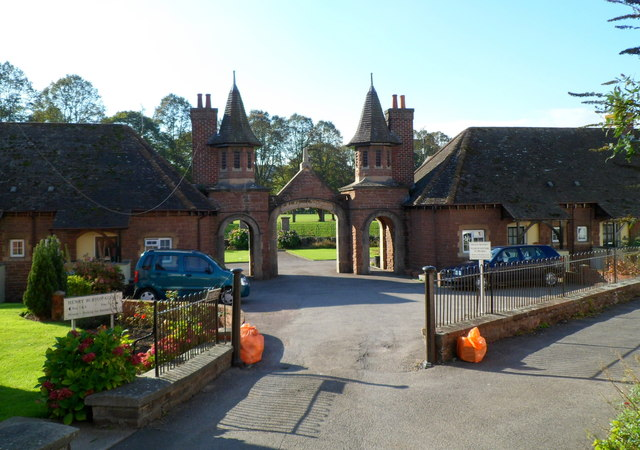
A Chippenham Park bejárata

Monmouth labdarúgócsapata a Monmouth Town F.C., amelyet 1905-ben alapították. Jelenleg a walesi labdarúgó-bajnokság második osztályában játszik. Székhelye a Chippenham Parkban van. A településen egy szabadidőközpont is működik úszómedencével. A város szélén, a The Hendre parkjában egy tizennyolc szakasszos golfpálya található, a Rolls Golf Club székhelye. Monmouthnak evezősklubja is van, amely kihasználja a Wye folyó adottságait. A városban továbbá krikett-, bowling- és rögbiklub is működik.

## Testvérvárosai
Monmouth testvérvárosai:
- Carbonne,  Franciaország
- Waldbronn,  Németország

## Fordítás
- Ez a szócikk részben vagy egészben  a   Monmouth című angol Wikipédia-szócikk ezen változatának fordításán alapul.  Az eredeti cikk szerkesztőit annak laptörténete sorolja fel. Ez a jelzés csupán a megfogalmazás eredetét és a szerzői jogokat jelzi, nem szolgál a cikkben szereplő információk forrásmegjelöléseként.